# Mitocu Dragomirnei
Mitocu Dragomirnei é uma comuna romena localizada no distrito de Suceava, na região de Bucovina. A comuna possui uma área de 52.85 km² e sua população era de 4452 habitantes segundo o censo de 2007.